# Эрельт, Игорь Валентинович
Игорь Валентинович Эрельт (28 марта 1931 — 28 марта 2000) — советский, российский актёр театра и кино, заслуженный артист РСФСР (1990).

## Биография
Игорь Валентинович родился в 1931 году в Эстонии в крестьянской семье.
За свою профессиональную карьеру работал в Барнаульском театре (с 1960 года), в Севастопольском театре имени А. В. Луначарского (с 1978 года), а также в Пензенском областном драматическом театре. Был ведущим актёром Пензенского областного драматического театра.
В 1990 году удостоен звания «Заслуженный артист РСФСР».

## Фильмография
| Год       | Название                         | Роль                                                           |
| --------- | -------------------------------- | -------------------------------------------------------------- |
| 1974      | Хождение по мукам                | Чертогонов (как И. Эрельд)                                     |
| 1977      | Сумка инкассатора                | Игорь Андреевич Пешехонов, главный следователь прокуратуры     |
| 1978      | Молодая жена                     | отец Володи (озвучил Игорь Ефимов)                             |
| 1978      | Соль земли                       | Мирон Степанович Дегов                                         |
| 1980      | День на размышление              | начальник пароходства                                          |
| 1981      | Грибной дождь                    | работник типографии                                            |
| 1981      | Под одним небом (СССР, Болгария) | эпизод                                                         |
| 1981      | Товарищ Иннокентий               | эпизод                                                         |
| 1983      | Ювелирное дело                   | Петрович, капитан милиции на прииске                           |
| 1984      | Челюскинцы                       | эпизод                                                         |
| 1985      | Грядущему веку                   | Терентий Васильевич Глазков, бакенщик, продавал ягоды на рынке |
| 1986—1988 | Жизнь Клима Самгина              | Ипатьевский                                                    |
| 1990      | Новая Шахерезада                 | Парфёнов                                                       |
| 1994      | Окно в Париж                     | бородач                                                        |